# Selčnica
Sélčnica je levi pritok Mislinje iz hribovja med Uršljo goro in Mislinjsko dolino. Izvira na severnem pobočju Kozjega hrbta (951 m) in teče bolj ali manj proti severu skozi razložena naselja Sele, Vrhe, Gmajna in Selovec, nato pa se malo pod Bukovsko vasjo izliva v Mislinjo.
Potok je dobil ime po vasi Sele v povirnem delu. Na starejših zemljevidih je ime pogosto zapisano napačno, npr. na jožefinskem vojaškem zemljevidu Sechnitza Bach, na nekoliko mlajšem franciscejskem zemljevidu pa Sečnica Bach. Tudi na topografski karti Kraljevine Jugoslavije v merilu 1 : 25.000 je ime potoka zapisano v obliki 'Sečnica'.
Z geološkega vidika je porečje Selčnice zelo pestro, podobno tudi dolina ob potoku. Strmo in močno razčlenjeno povirje je v zgornjetriasnem dolomitu, sledi dober kilometer toka po manj odpornih ivniških plasteh iz srednjega miocena (lapor, peščenjak), v katerih se dolina razširi. Nato potok prečka pas starejših metamorfnih kamnin (filitoidni skrilavec in gnajs), vse do vstopa v Mislinjsko dolino tik pred izlivom. Na neprepustnih kamninah je površje drobno razčlenjeno s številnimi stranskimi dolinami in grapami ob pritokih Selčnice, med katerimi so nekoliko daljši le Bukovski graben z desne ter Potok sv. Neže in Pikrnica (tudi Pikernica) z leve strani.
Razmeroma majhen potok teče večinoma po naravni strugi v lastnih prodnih in ilovnatih naplavinah, ki je večinoma 1–2 m vrezana v dolinsko dno. Ob močnih deževjih tudi pritoki nanašajo v glavno dolino precejšnje količine plavja in ga odlagajo v manjših vršajih, Selčnica pa se zaradi tega nasipanja stalno prestavlja z ene strani doline na drugo. Dolinsko dno je mestoma mokrotno in izpostavljeno hudourniškim poplavam. Ob srednjem in spodnjem toku so v njem travniki in njive, kar nekaj je tudi stanovanjskih hiš in drugih objektov, tudi tik ob strugi potoka. Zanimivo je, da stojita v dnu doline tudi dve podružnični cerkvi, in sicer sv. Miklavža na Selah in sv. Urbana na Vrheh.
Selčnica je bila v preteklosti kljub majhnosti pomemben energijski vir, saj je poganjala številne žage in manjše mline, ki so bili v lasti okoliških hribovskih kmetij. Ob zgornjem toku je ohranjen še Blatnikov mlin, do katerega je iz Selčnice speljana manjša mlinščica. V zgornjem delu porečja je kamnolom dolomitnega gradbenega kamna.
Srednji tok Selčnice in njenega pritoka Pikrnice je vključen v območje Natura 2000 (Pikrnica–Selčnica), predvsem zaradi ogroženega raka navadnega koščaka (Austropotamobius torrentium). Ob zgornjem toku Selčnice je ohranjeno manjše nizko barje, pomemben habitat nekaterih ogroženih rastlinskih vrst, npr. močvirske orhideje (Loeselova grezovka (Liparis loeselii)).